# Москович, Иосиф Семёнович
Иосиф Семёнович Москович (род. 22 января 1938, Бухарест) — молдавский советский спортсмен и тренер по настольному теннису. Заслуженный тренер Молдавской ССР (1968).

## Биография
Родился в Бухаресте, но в 1940 году с присоединением Бессарабии к СССР семья вернулась в Бендеры. Отец погиб на фронте и мать воспитывала троих детей сама. После возвращения из эвакуации начал заниматься боксом, затем настольным теннисом. В 1955 году выиграл юношеское первенство Молдавии, в 1956 году завоевал бронзовую медаль на юношеском чемпионате СССР (в паре с Олегом Жеребёнковым). Выступал за юношескую сборную ЦС «Спартак». После службы в армии окончил Институт физической культуры и начал работать тренером в ДЮСШ. С 1970 года — в обществе «Трудовые резервы», организовал (с Валерием Гроссулом) в Дубоссарах школу олимпийского резерва.
Среди воспитанников И. С. Московича — Борис Волнянский, Александр Раделис, Ирина Бадикова, Вячеслав Балан, Михаил, Юрий и Мила Перельмутеры (последняя — многократный чемпион Молдавии — стала в 1971 году в Лондоне бронзовым призёром юношеского первенства Европы в одиночном разряде). В 1968 году сборная Молдавии под его руководством заняла второе место на юношеском первенстве СССР в Рязани, а летом того же года поднялась на третью ступеньку пьедестала почёта на Всесоюзных молодёжных играх в Киеве.
С 1996 года — в Рочестере, готовил юношескую сборную при Еврейском общественном центре к пяти Маккабиадам.
Дочь — Розалия Москович (в замужестве Гирина, род. 1961), мастер спорта СССР по настольному теннису, участница VIII Спартакиады народов СССР 1983 года.